# Hymeniacidon haurakii
Hymeniacidon haurakii är en svampdjursart som beskrevs av Brøndsted 1924. Hymeniacidon haurakii ingår i släktet Hymeniacidon och familjen Halichondriidae. Inga underarter finns listade i Catalogue of Life.